# Walter Jackson Bate
Walter Jackson Bate (Mankato, 23 de mayo de 1918-Boston, 26 de julio de 1999) fue un crítico literario y biógrafo estadounidense. Ganó en dos ocasiones el Premio Pulitzer por haber realizado las biografías de Samuel Johnson (1978) y John Keats (1964). su biografía de Samuel Johnson también ganó el Premio Nacional del Libro de Estados Unidos en 1978.

## Biografía
Bate nació en Mankato, Minnesota. Estudió con Douglas Bush y luego enseñó en la Universidad de Harvard.
Su obra crítica, especialmente The Burden of the Past and the English Poet, responde y anticipa algunos aspectos de la obra de Harold Bloom. Sus biografías de Keats y Johnson han gozado de extraordinaria reputación como recursos académicos y como obras literarias por derecho propio.
Fue elegido miembro de la Academia Estadounidense de Artes y Ciencias en 1957 y miembro de la Sociedad Filosófica Estadounidense en 1966. Bate se retiró de la docencia en Harvard en 1986 y murió el 26 de julio de 1999 en el Centro Médico Beth Israel Deaconess en Boston, a los 81 años de edad. En 2013 se publicó una breve memoria.